# Corpo de Baile
Corpo de Baile é um livro de novelas de Guimarães Rosa, publicado em 1956 pela Livraria José Olympio Editora e originalmente composto de dois volumes com sete novelas.

## Histórico
Na segunda edição, o livro foi publicado em volume único e, em edições posteriores, o autor dividiu-o em três livros menores. São eles:
- Manuelzão e Miguilim, com as novelas Campo Geral e Uma história de amor;
- No Urubuquaquá, no Pinhém, com as novelas  O recado do morro, Cara-de-bronze e A história de Lélio e Lina. Em Portugal foi lançado com o título de Aventura nos Campos Gerais;
- Noites do Sertão, com as novelas Dão-Lalalão (o devente) e Buriti.

Cada vez as histórias passaram a ser publicadas de forma mais independente.